# Acolutha subflava
Acolutha subflava là một loài bướm đêm trong họ Geometridae.